# George Samolenko
George Samolenko (né le 20 décembre 1930 à Oshawa au Canada) est un joueur canadien de hockey sur glace. Son plus grand accomplissement est d'avoir remporté une médaille d'or au championnat du monde de 1958 puis une autre d'argent aux Jeux olympiques de 1960.

## Biographie
Après avoir joué chez les juniors à Oshawa avec les Generals dans l'Association de hockey de l'Ontario, il rejoint les Paisley Pirates dans la British Hockey League au Royaume-Uni pour la saison 1954-1955, puis retourne en Ontario et joue pour les Dunlops de Whitby. Lors de sa première saison avec l'équipe, en 1956-1957, il remporte la Coupe Allan ce qui lui donner le droit de participer avec le Canada aux championnats du monde. Il remporte à l'issue du tournoi la médaille d'or.
Les Dunlops remportent une nouvelle fois la Coupe Allan en 1959 et reçoivent ainsi le droit de jouer les Jeux olympiques de 1960. L'équipe de Whitby refuse et le Canada est représenté par  les Dutchmen de Kitchener-Waterloo ; ces derniers proposent à Samolenko de venir avec eux à Squaw Valley. Jouant sept rencontres et inscrivant huit buts, il aide son équipe à remporter l'argent puis prend sa retraite à son retour au Canada.

## Statistiques

### En club
| Saison    | Équipe            | Ligue   |                            | Saison régulière           | Saison régulière           | Saison régulière           | Saison régulière           | Saison régulière           |                            | Séries éliminatoires       | Séries éliminatoires       | Séries éliminatoires       | Séries éliminatoires | Séries éliminatoires |
| Saison    | Équipe            | Ligue   | PJ                         | B                          | A                          | Pts                        | Pun                        | PJ                         | B                          | A                          | Pts                        | Pun                        |                      |                      |
| 1949-1950 | Generals d'Oshawa | AHO     | Statistiques indisponibles | Statistiques indisponibles | Statistiques indisponibles | Statistiques indisponibles | Statistiques indisponibles | Statistiques indisponibles | Statistiques indisponibles | Statistiques indisponibles | Statistiques indisponibles | Statistiques indisponibles |                      |                      |
| 1954-1955 | Paisley Pirates   | BNL     | 62                         | 65                         | 57                         | 122                        | 11                         | -                          | -                          | -                          | -                          | -                          |                      |                      |
| 1956-1957 | Dunlops de Whitby | AHO Sr. | -                          | 37                         | 39                         | 76                         | 14                         | -                          | -                          | -                          | -                          | -                          |                      |                      |
| 1957-1958 | Dunlops de Whitby | AHO Sr. | -                          | 15                         | 25                         | 40                         | 10                         | -                          | -                          | -                          | -                          | -                          |                      |                      |
| 1958-1959 | Dunlops de Whitby | AHO Sr. | Statistiques indisponibles | Statistiques indisponibles | Statistiques indisponibles | Statistiques indisponibles | Statistiques indisponibles | Statistiques indisponibles | Statistiques indisponibles | Statistiques indisponibles | Statistiques indisponibles | Statistiques indisponibles |                      |                      |

### En équipe nationale
| Année | Équipe | Compétition          |   | PJ | B | A  | Pts | Pun               |  | Résultats |
| 1958  | Canada | Championnat du monde |   |    |   |    |     | Médaille d'or     |  |           |
| 1960  | Canada | Jeux olympiques      | 7 | 8  | 4 | 12 | 0   | Médaille d'argent |  |           |